# Armand Thirard
Pour les articles homonymes, voir Thirard.
Armand Thirard, né le 25 octobre 1899 à Mantes-la-Jolie (Seine-et-Oise) et mort le 12 novembre 1973 à Colombes (Hauts-de-Seine), est un directeur de la photographie français.

## Biographie
Armand Thirard débute en tant que comédien. Puis il devient régisseur du cinéma muet avant de commencer à travailler en tant que chef opérateur en 1926.
Il collabore notamment avec Julien Duvivier.
Dans le film Laissez-passer, son rôle est interprété par Didier Sauvegrain.

## Filmographie

### Comme directeur de la photographie

#### Années 1920
- 1926 : L'Homme à l'Hispano de Julien Duvivier
- 1926 : Le Bouif errant de René Hervil
- 1927 : Le Mystère de la tour Eiffel (autres titres : Les Frères Mironton, ou T.S.F. - Tramel s'en fout...) de Julien Duvivier
- 1927 : L'Agonie de Jérusalem de Julien Duvivier
- 1927 : Fleur d'amour ou Fleurette de Marcel Vandal
- 1928 : Le Tourbillon de Paris de Julien Duvivier
- 1929 : Maman Colibri de Julien Duvivier
- 1929 : La Vie miraculeuse de Thérèse Martin de Julien Duvivier
- 1929 : La Divine Croisière (autres titres : Le Miracle de la mer, ou Stella maris, de Julien Duvivier

#### Années 1930
- 1930 : David Golder de Julien Duvivier
- 1930 : Au Bonheur des Dames de Julien Duvivier
- 1931 : Der Ball ou Le Bal de Wilhelm Thiele
- 1931 : Les Cinq Gentlemen maudits de Julien Duvivier
- 1932 : Aux urnes, citoyens !
- 1932 : Azaïs de René Hervil
- 1932 : Poil de Carotte de Julien Duvivier
- 1932 : Hortense a dit j'm'en f…, moyen métrage de Jean Bernard-Derosne
- 1933 : La Tête d'un homme de Julien Duvivier
- 1933 : L'Homme à l'Hispano de Jean Epstein
- 1933 : Le Sexe faible de Robert Siodmak
- 1933 : Le Petit Roi de Julien Duvivier
- 1934 : Le Paquebot Tenacity de Julien Duvivier
- 1934 : La Maison dans la dune de Pierre Billon
- 1934 : La Châtelaine du Liban de Jean Epstein
- 1934 : L'Aventurier d'Alfred Capus
- 1935 : Bourrasque de Pierre Billon
- 1935 : Le Bébé de l'escadron de René Sti
- 1935 : Les Yeux noirs de Victor Tourjansky
- 1935 : L'Équipage d'Anatole Litvak
- 1936 : Le Roman d'un spahi de Michel Bernheim
- 1936 : La Peur de Victor Tourjansky
- 1936 : Les Jumeaux de Brighton de Claude Heymann
- 1936 : Avec le sourire de Maurice Tourneur
- 1936 : La Vie parisienne de Robert Siodmak
- 1936 : Mayerling d'Anatole Litvak
- 1936 : Les Bateliers de la Volga
- 1936 : Les Amants terribles de Marc Allégret
- 1936 : La Porte du large de Marcel L’Herbier
- 1937 : Un déjeuner de soleil de Marcel Cravenne
- 1937 : La Citadelle du silence de Marcel L’Herbier
- 1937 : Nuits de feu de Marcel L’Herbier
- 1937 : Gribouille de Marc Allégret
- 1937 : La Dame de pique de Fedor Ozep
- 1938 : Le Dompteur de Pierre Colombier
- 1938 : Tricoche et Cacolet de Pierre Colombier
- 1938 : Le Patriote de Maurice Tourneur
- 1938 : Altitude 3200 de Jean Benoît-Lévy et Marie Epstein
- 1938 : Orage (autre titre : Le Venin) de Marc Allégret
- 1938 : Hôtel du Nord de Marcel Carné
- 1939 : La Fin du jour de Julien Duvivier
- 1939 : La Tradition de minuit de Roger Richebé
- 1939 : Fric-Frac de Maurice Lehmann et Claude Autant-Lara

#### Années 1940
- 1941 : Volpone de Maurice Tourneur
- 1941 : L'Assassinat du Père Noël de Christian-Jaque
- 1941 : Ne bougez plus de Pierre Caron
- 1941 : Péchés de jeunesse de Maurice Tourneur
- 1941 : Remorques de Jean Grémillon
- 1942 : La Symphonie fantastique de Christian-Jaque
- 1942 : L'assassin habite au 21 d'Henri-Georges Clouzot
- 1942 : Simplet de Fernandel
- 1943 : La Main du diable de Maurice Tourneur
- 1943 : Au Bonheur des Dames de André Cayatte
- 1943 : Le Val d'enfer de Maurice Tourneur
- 1943 : La Ferme aux loups
- 1943 : Adrien de Fernandel
- 1944 : Florence est folle
- 1945 : Farandole de André Zwoboda
- 1946 : Roger la Honte de André Cayatte
- 1946 : Fille du diable de Henri Decoin
- 1946 : La Symphonie pastorale de Jean Delannoy
- 1947 : Rendez-vous à Paris de Gilles Grangier
- 1947 :Le silence est d'or de René Clair
- 1947 : Quai des Orfèvres d'Henri-Georges Clouzot
- 1948 : Après l'amour de Maurice Tourneur
- 1948 : Le Dessous des cartes de André Cayatte
- 1948 : Les Amoureux sont seuls au monde (autre titre : Monelle) de Henri Decoin
- 1949 : Manon d'Henri-Georges Clouzot
- 1949 : Le Paradis des pilotes perdus de Georges Lampin

#### Années 1950
- 1950 : Miquette et sa mère (autre titre : Miquette) de Henri-Georges Clouzot
- 1950 : La Belle que voilà de Jean-Paul Le Chanois
- 1950 : Maria Chapdelaine de Marc Allégret
- 1951 : Atoll K de Léo Joannon
- 1952 : Paris chante toujours de Pierre Montazel
- 1952 : Les Belles de nuit de René Clair
- 1953 : Le Salaire de la peur de Henri-Georges Clouzot
- 1953 : Un acte d'amour (autre titre : Quelque part dans le monde) de Anatole Litvak
- 1953 : L'Ennemi public numéro un de Henri Verneuil
- 1954 : Scènes de ménage de André Berthomieu
- 1954 : Mam'zelle Nitouche de Yves Allégret
- 1954 : Le Mouton à cinq pattes de Henri Verneuil
- 1955 : Les Diaboliques de Henri-Georges Clouzot
- 1955 : Le Printemps, l'automne et l'amour de Gilles Grangier
- 1955 : Mademoiselle de Paris de Walter Kapps
- 1956 : Voici le temps des assassins de Julien Duvivier
- 1956 : Et Dieu... créa la femme de Roger Vadim
- 1956 : Si tous les gars du monde de Christian-Jaque
- 1957 : Sait-on jamais... de Roger Vadim
- 1957 : Trois jours à vivre de Gilles Grangier
- 1957 : Le Grand Bluff de Patrice Dally
- 1958 : Les Bijoutiers du clair de lune de Roger Vadim
- 1958 : Sois belle et tais-toi de Marc Allégret
- 1958 : La Fille de Hambourg de Yves Allégret
- 1959 : Le vent se lève de Yves Ciampi
- 1959 : Babette s'en va-t-en guerre de Christian-Jaque

#### Années 1960
- 1960 : Les Régates de San Francisco de Claude Autant-Lara
- 1960 : Moderato cantabile de Peter Brook
- 1960 : La Vérité d'Henri-Georges Clouzot
- 1961 : Les Menteurs de Edmond T. Gréville
- 1961 : Goodbye Again ou Aimez-vous Brahms ? d'Anatole Litvak
- 1961 : Les Trois Mousquetaires : Les ferrets de la reine
- 1961 : Les Trois Mousquetaires : La vengeance de Milady
- 1962 : Les Petits Chats de Jacques R. Villa
- 1962 : Les Parisiennes (segments "Françoise", "Sophie")
- 1962 : Lemmy pour les dames de Bernard Borderie
- 1962 : Le Repos du guerrier de Roger Vadim
- 1962 : Les Quatre Vérités
- 1963 : Les Bonnes Causes de Christian-Jaque
- 1963 : Château en Suède de Roger Vadim
- 1964 : Du grabuge chez les veuves de Jacques Poitrenaud
- 1965 : La Fabuleuse Aventure de Marco Polo de Denys de La Patellière
- 1965 : Piège pour Cendrillon de André Cayatte
- 1966 : Soleil noir de Denys de La Patellière
- 1967 : Messa da Requiem von Giuseppe Verdi
- 1968 : La Bataille de San Sebastian de Henri Verneuil
- 1969 : Le Cerveau de Gérard Oury

### Comme acteur
- 1923 : La Dame de Monsoreau de René Le Somptier : Reny Le Harduin